# Clown (Emeli Sandé)
Clown è un brano musicale della cantante britannica Emeli Sandé pubblicato il 16 dicembre 2012 come quinto singolo estratto dal suo album studio di debutto, Our Version of Events.

## Classifiche
| Classifica (2013) | Posizione massima |
| ----------------- | ----------------- |
| Australia         | 34                |
| Austria           | 30                |
| Belgio (Fiandre)  | 32                |
| Germania          | 36                |
| Irlanda           | 6                 |
| Paesi Bassi       | 25                |
| Regno Unito       | 6                 |
| Scozia            | 9                 |
| Svizzera          | 42                |